# Pseudosmittia
Pseudosmittia is een muggengeslacht uit de familie van de Dansmuggen (Chironomidae).

## Soorten
- P. albipennis (Goetghebuer, 1921)
- P. angusta (Edwards, 1929)
- P. baueri Strenzke, 1960
- P. brevifurcata (Edwards, 1926)
- P. carita Ferrington & Sæther, 2011
- P. conjuncta (Edwards, 1929)
- P. danconai (Marcuzzi, 1947)
- P. digitata Saether, 1981
- P. forcipata (Goetghebuer, 1921)
- P. forcipatus (Goetghebuer, 1921)
- P. gracilis (Goetghebuer, 1913)
- P. holsata Thienemann & Strenzke, 1940
- P. mathildae Albu, 1968
- P. nanseni (Kieffer, 1926)
- P. nishiharaensis Sasa & Hasegawa, 1988
- P. obtusa Strenzke, 1960

- P. oxoniana (Edwards, 1922)
- P. setavena Saether, 1969
- P. simplex Strenzke & Thienemann, 1942
- P. topei Lehmann, 1979
- P. trilobata (Edwards, 1929)
- P. triplex Strenzke, 1950
- P. withersi Langton, 2012